# 1. Klasse Kärnten 1942./43.
Erste Klasse Kärnten u sezoni 1942./43. bio je drugi rang austrijskog nogometnog sustava unutar Trećeg Reicha.
Od 1941. do 1945. godine u ovoj ligi su se natjecale ekipe iz Koruške.

## Sustav natjecanja
Vodeći gorenjski klubovi bili su priključeni koruškom sustavu natjecanja, točnije natjecanju zvanom 1. Klasse Kärnten, koje je predstavljalo drugi razred austrijskog nogometa unutar Trećeg Reicha. Broj momčadi s prostora današnje Slovenije koje su igrale u koruškom sustavu mijenjao se nekoliko puta u razdoblju od 1941. do 1945. godine.
Najviši austrijski rang u Trećem Reichu predstavljala je Gauliga Ostmark, koja je nakon pripojenja Austrije Trećem Reichu 1938. godine preuzela ulogu austrijskog državnog nogometnog prvenstva. Nakon širenja Drugog svjetskog rata na područje Jugoslavije, odnosno njemačke okupacije te pripajanja velikog dijela Dravske banovine Trećem Reichu, Gauliga Ostmark je preimenovana u Gauliga Donau-Alpenland. Unatoč tome, niti jedan slovenski klub nije se natjecao u najvišem razredu ovog natjecanja, jer su momčadi s okupiranih područja isprva bile uključene u drugi razred, iz koje se nijedna ekipa iz Gorenjske ili Donje Štajerske nije plasirala u najviši stupanj natjecanja, Gauligu Donau-Alpenland, u razdoblju 1941. – 1945.
Unutar Gaulige Donau-Alpenland nije postojao jedinstveni drugi razred, već je bio podijeljen na sedam regionalnih natjecanja (1. Klasse Wien Gruppe A, 1. Klasse Wien Gruppe B, Oberdonauer 1. Klasse, Salzburger 1. Klasse, 1. Klasse Kärnten, 1. Klasse Niederdonau i Gauliga Steiermark), a nakon pvog dijela natjecanja najbolje ekipe iz svake regije natjecale su se u završnici, a dvije najbolje momčadi bi bile uvrštene u Gauligu Donau-Alpenland, koja je predstavljala najviši razred Austrije. Pobjednik natjecanja prvim je mjestom izravno osvojio i naslov austrijskog nogometnog prvaka te tako dobio priliku nastupiti u završnici za naslov prvaka Trećeg Reicha, gdje su u razdoblju 1941. – 1945., osim ekipa iz Gaulige Donau-Alpenland, sudjelovale momčadi iz još 18 Gauligi.

## Sezona
Gorenjci su potom malo požurili s otvaranjem jesenskog dijela nogometne sezone, jer su sezonu 1942./43. započeli u Jesenicama u prvoj polovici rujna. Prvi suparnik bili su im najbliži susjedi, TuS Krainburg iz Kranja, a isti dan sučelile su se prva i rezervna jedanaestorica obiju momčadi. Oba susreta završila su istim rezultatom u korist domaćih. Prvo je rezervni sastav Jeseničana svladao drugu momčad Kranja 4:1, a potom su prvotimci Jeseničani istim rezultatom dobili goste iz Kranja.
No, prvenstvene utakmice 1. Klasse Kärnten u Gorenjskoj morale su čekati još mjesec dana. U sezoni 1942./43. došlo je do reorganizacije natjecanja. I ove sezone u prvenstvu je sudjelovalo šest momčadi: TuS Aßling (Telovadno in športno društvo Jesenice), Luftwaffen SV Klagenfurt (Klagenfurt), TuS Krainburg (ŠK Kranj), Villacher SV (ŠK Villach), SS Klagenfurt (sportska jedinica klagenfurtskog SS-a) i kombinirana momčad Klagenfurter AC/SK Rapid Klagenfurt (Klagenfurt). Novost je bila da su se dva središnja klagenfurtska sportska kluba, Klagenfurter AC i SK Rapid, spojila u novo sportsko društvo (Sportgemeinschaft) pod nazivom Klagenfurt AC/SK Rapid Klagenfurt. Upražnjeno mjesto u 1. Klasse Kärnten nakon spajanja zauzela je momčad SS-a iz Klagenfurta. Obje gorenjske momčadi puno su optimističnije započele drugu sezonu u 1. Klasse Kärnten. Momčadi su u premijernoj sezoni stekle puno prijeko potrebnog iskustva, pa su i Jeseničani i Kranjčani očekivali puno bolje rezultate u sezoni 1942./43., a njihova su se očekivanja na kraju pokazala opravdanima. TuS Krainburg iz Kranja imao je nešto manje sreće u ždrijebu, jer je većinu utakmica u jesenskom dijelu prvenstva morao igrati u gostima. Ipak, momčad iz Kranja pokazala je dobru formu i osigurala više nego solidno četvrto mjesto u jesenskom dijelu prvenstva. Još bolje stvari dogodile su se za TuS Aßling iz Jeseničana, koji je već na početku sezone pobjedom protiv favoriziranih klagenfurtskih zrakoplovaca, Luftwaffe SV-a, najavio kandidaturu za konačnu krunu u 1. Klasse Kärnten. Jesenička momčad, koja je u sezoni 1942./43. uglavnom igrala s postavom Brun I, Knifiz, Koren, Afritsch, Rasinger, Brun II, Kuresch, Janeschitz, Popret, Abram i Mizeli, veći dio jesenskog prvenstva čak je bila vodeća na prvenstvenoj ljestvici. Međutim, zbog komplikacija u utakmici s Klagenfurter AC/SK Rapidom, morala se zadovoljiti trećim mjestom, iako bi, da je ova utakmica, koja je završila pobjedom TuS Aßlinga od 9:1, potvrđena, Jesenička momčad preuzela vodstvo na ljestvici i time naslov jesenskog prvaka. Kranjčani su u jesenskom dijelu odigrali pet prvenstvenih utakmica, od kojih su jednu pobijedili, dvije izgubili i dvije remizirali, dok su Jeseničke momčad tri pobijedile, jednu izgubile i jednom remizirale. Novajlije u ligi, SS Sportgemeinschaft iz Klagenfurta, morale su se zadovoljiti pretposljednjim mjestom, dok je momčad Klagenfurter AC/SK Rapid iz Klagenfurta bila prikovana na dno prvenstvene ljestvice. Na kraju, vrijedi spomenuti da su neslužbeni vrh jesenske tablice s istim brojem bodova činili Luftwaffe SV i Villacher SV.
Poredak na kraju jesenskog dijela prvenstva nije bio konačan. Komplikacije je donijela utakmica između TuS Aßlinga iz Jesenica i Klagenfurter AC/SK Rapida iz Klagenfurta u pretposljednjem kolu. Prvi problem pojavio se prije nego što su momčadi uopće stupile na teren, jer su zbog katastrofalnog stanja terena gosti iz Klagenfurta isprva odbili igrati utakmicu. No, problemi su tek počeli. Ubrzo je postalo jasno da će utakmica morati započeti bez suca, jer iz nepoznatih razloga potonji nije ni došao na stadion. Budući da u tom trenutku u Jesenicama nije bilo saveznog suca, dvije su se momčadi dogovorile da se umjesto prvenstvene utakmice odigra prijateljska utakmica, a prvenstvena utakmica odgodi za kasniji termin. Jeseničani su utakmicu dobili 9:1, ali zbog mraka već je bilo preko 15 minuta prije kraja. Najbolji igrač u domaćoj momčadi bio je najbolji gorenjski nogometaš Jože Janežič (Janeschitz) koji je protiv gostiju iz Klagenfurta postigao pet golova. No, komplikacije još nisu bile gotove. Jeseničani su ubrzo podnijeli pritužbu okružnom sportskom vodstvu, objašnjavajući da se u spomenutom slučaju ipak radi o prvenstvenoj utakmici. Neočekivani potez Jeseničana izazvao je val ogorčenja u taboru Klagenfurta, pa je bilo jasno da će o valjanosti utakmice morati odlučiti okružni sportski ured, što je značilo da gorenjski ljubitelji nogometa nisu dobili odgovor na pitanje tko će biti prvak jesenskog dijela sezone 1942./43. sve do proljeća 1943.
Krajem siječnja 1943. područni sportski ured za nogomet (Bereichsfachwart für Fußball in der Ostmark im NS-Sportbund) izdao je propis kojim je svim prvacima (Gaumeister) dao mogućnost da se kroz posebne kvalifikacije kvalificiraju za najviši razred austrijskog nogometa, prvenstvo Donau-Alpenland (Bereichsklasse). Na kraju sezone 1942./43., na rasporedu su bile eliminacijske utakmice između prvaka ligi Kärnten, Stelermark, Niederdonau, Oberdonau, Salzburg i Wien. Također je bilo predviđeno da tri od jedanaest klubova tadašnje najviše lige, Donau-Alpenland lige, ispadnu u niži rang, a njihova mjesta zauzmu dva prvaka Gauligi: pobjednik iz skupine A, koju su činili prvaci Gauligi Kärnten, Niederdonau i Steiermark, i skupine B, koju su činili prvaci Gauliga Wien, Oberdonau i Salzburga. U pravilniku je, među ostalim, stajalo i da će se eliminacijske utakmice odigrati od 4. srpnja do 8. kolovoza, što je datum koji je momčadima davao dovoljno vremena da se temeljito pripreme nakon završetka sezone. Propis je izazvao val oduševljenja u Gorenjskoj jer je prvenstvima dao posebnu privlačnost, a borba za prevlast unutar pojedinačnih prvenstava dodatno se zaoštrila.
Nešto mirnije i s manje organizacijskih problema odvijale su se utakmice u najjačem koruškom natjecanju, 1. Klasse Kärnten, čiji je proljetni dio sezone započeo početkom travnja 1943. godine. Jeseničani, koji su nakon utakmice s Klagenfurter AC/SK Rapidom još čekali konačni epilog žalbe, također su u proljetnu sezonu krenuli odlučno i s jasnim ciljem osvajanja naslova prvaka 1. Klasse Kärnten. Proljetni dio prvenstva pokazao se izuzetno napetim, jer su tri momčadi TuS Aßling, Villacher SV i Luftwaffe SV gotovo do posljednjeg kola bile u igri za naslov prvaka. U pretposljednjem kolu neočekivano je izgubio Luftwaffe SV od Klagenfurter AC/SK Rapida s 3:1, čime su o naslovu u posljednjem kolu odlučile momčadi Villacha i Jesenica. Unatoč velikoj želji i borbenosti, Jeseničani su u prošlom kolu podlegli rezultatskom pritisku i završili samo remijem bez golova protiv Luftwaffen SV-a, čime je Villacher SV iz Villacha osvojio prvenstvo.
Sredinom srpnja jesenički okružni sportski ured konačno je obavijestio Jeseničane da je utakmica protiv klagenfurterskog AC/SK Rapida, odigrana 8. prosinca 1942. godine, prijavljena kao prvenstvena, što je Jeseničanima donijelo dodatna dva boda. No, ni ta dva dodatna boda nisu bila dovoljna Jeseničanima da prestignu Villacher SV na prvenstvenoj ljestvici. Potonji su u konačnici skupili 14 bodova u deset utakmica uz šest pobjeda, dva remija i dva poraza, dok su Jeseničani skupili bod manje s pet pobjeda, tri remija i dva poraza.

## Ljestvica
- Krainburg → Kranj
- Aßling → Jesenice

| mj.                                                                 | klub                 | ut. | pob. | ner. | por. | gol+ | gol- | kvoc  | bod |
| ------------------------------------------------------------------- | -------------------- | --- | ---- | ---- | ---- | ---- | ---- | ----- | --- |
| 1.                                                                  | Villacher SV         | 10  | 6    | 2    | 2    | 29   | 19   | 1,526 | 14  |
| 2.                                                                  | TuS Aßling           | 10  | 5    | 3    | 2    | 24   | 11   | 2,181 | 13  |
| 3.                                                                  | LSV Klagenfurt       | 10  | 5    | 2    | 3    | 29   | 20   | 1,450 | 12  |
| 4.                                                                  | TuS Kreinburg        | 10  | 3    | 3    | 4    | 18   | 22   | 0,818 | 9   |
| 5.                                                                  | KAC/Rapid Klagenfurt | 10  | 3    | 1    | 6    | 24   | 33   | 0,727 | 7   |
| 6.                                                                  | SS Klagenfurt        | 10  | 2    | 1    | 7    | 14   | 33   | 0,424 | 5   |
| Rapid Klagenfurt i Klagenfurt AC spojili su se prije početka sezone |                      |     |      |      |      |      |      |       |     |
| Izvori:                                                             |                      |     |      |      |      |      |      |       |     |

|  | Villacher SV igra završnicu za promociju u Gauliga Donau-Alpenland 1943./44. Nije uspio. |
|  | SS Klagenfurt prestao je s djelovanjem u lipnju 1943.                                    |

- Novi članovi: SG Laak (Škofja Loka)

## Okružna nogometna liga Kamnik
Dana 9. listopada počela je i Okružna nogometna liga Kamnik, koja je trebala poslužiti kao alternativa koruškoj ligi za lokalne momčadi zbog izolacije kraja, a prvenstvene utakmice su se trebale igrati od 9. listopada do 6. prosinca. Liga se sastojala od sedam momčadi, među kojima su Lusttal (Dol pri Ljubljani), Jauchen (Ihan), Domschale (Domžale), Mannsburg (Mengeš) i Littai (Litija). Liga se od početka borila s ozbiljnim problemima, jer dvije od sedam momčadi nisu imale ni svoje nogometno igralište, pa je bilo nejasno gdje će uopće igrati svoje utakmice. Organiziran je i prvi krug natjecanja u kojem su odigrane dvije utakmice. Momčad Dola pri Ljubljani pobijedila je ekipu Ihana rezultatom 5:1, a Domžale su svladale Mengeš rezultatom 4:0. Navedeno kolo ujedno je i jedino za koje se podaci mogu pronaći u novinama Karawanken Bote, koje su o sportskim događanjima u Gorenjskoj izvještavale najdetaljnije od svih novina.

## Pokal Aßlinger Sportgemeinschafta
Krajem listopada 1942. počelo se održavati i natjecanje u organizaciji Aßlinger Sportgemeinschafta među drugorazrednim ekipama. Natjecanje je organizirano s ciljem da se ekipama sportskih klubova iz manjih mjesta i rezervnim sastavima najboljih sportskih klubova omogući redovito igranje nogometa. Time su nižerazredni klubovi dobili priliku za razvoj, što je dovelo do velikog interesa za natjecanje u Gorenjskoj. Uz šest ekipa iz Gorenjske, u natjecanju su sudjelovale i dvije ekipe iz austrijskog dijela Koruške, a to su DTB Ferlach i TuS Feldkirchen. Nastupile su ekipe DTB Ferlach (Borovlje), TuS Aßling II (Jesenice), TuS Krainburg II (Kranj), BSG Aßling (Jesenice), TuS Feldkirchen (Trg na Koroškem), St. Veit an der Sawe (Šentvid), Laak (Škofja Loka), Zwischenwassern (Medvode). Tjednik Karawanken Bote izvijestio je da je za utakmice u ovim mjestima vladao izuzetan interes. Očekivalo se da će utakmice otvaranja privući ukupno oko 1500 gledatelja – zavidnu brojku za nižerazredne utakmice, na koje su obično dolazili samo rođaci i prijatelji nogometaša na travnjaku – a postignuto je ukupno 50 golova, što je znatno više od prosjeka u koruškoj ligi.
Već na početku natjecanja bila je evidentna velika nadmoć dvaju vodećih klubova, TuS Aßling i TuS Krainburg. Niti jedna od ovih momčadi nije izgubila niti jednu utakmicu do posljednjeg kola prvenstva kada su dvije momčadi igrale međusobno, tako da je tek finalna međusobna utakmica odlučila o jesenskom prvaku. Tijesnom pobjedom od 5:4, postignutom pogotkom u posljednjoj minuti, Krainburg II osvojio je naslov pred tisuću gledatelja. O zanimljivosti natjecanja svjedoči i činjenica da se do posljednjeg kola vodila borba za treće i četvrto mjesto, koju su također u posljednjem susretu riješili Škofja Loka (Laak) i Šentvid (St. Veit). Škofja Loka je tijesnom pobjedom 3:2 osigurala treće mjesto. Peto i šesto mjesto zauzela su dva koruška kluba Feldkirchen i Ferlach, a sedmo mjesto zauzela je skromna momčad Zwischenwasserna (Domžale), dok je treća jesenička momčad BSG Aßling, koju su činili uglavnom jesenički nogometni veterani, zapela na začelju prvenstvene tablice. Na kraju valja istaknuti da je jesenski dio natjecanja bio i jedini koji je protekao bez problema i u kojem su sve ekipe odigrale natjecanje do kraja. Konačni poredak je bio:
| mj. | klub             | ut. | pob. | ner. | por. | gol+ | gol- | bod |
| --- | ---------------- | --- | ---- | ---- | ---- | ---- | ---- | --- |
| 1.  | TuS Krainburg II | 7   | 7    | 0    | 0    | 37   | 12   | 14  |
| 2.  | TuS Aßling II    | 7   | 6    | 0    | 1    | 24   | 8    | 12  |
| 3.  | Laak             | 7   | 5    | 0    | 2    | 22   | 16   | 10  |
| 4.  | St. Veit         | 7   | 4    | 0    | 3    | 24   | 22   | 8   |
| 5.  | Feldkirchen      | 7   | 3    | 0    | 4    | 19   | 23   | 6   |
| 6.  | Ferlach          | 7   | 1    | 1    | 5    | 16   | 21   | 3   |
| 7.  | Zwischenwassern  | 7   | 1    | 1    | 5    | 9    | 33   | 3   |
| 8.  | BSG Aßling       | 7   | 0    | 0    | 7    | 20   | 36   | 7   |

U tom razdoblju ne treba zanemariti nogometne aktivnosti ekipe ŠK Bled, koja nije sudjelovala ni u jednom ligaškom i kup natjecanju, ali je ipak odigrala značajan broj prijateljskih utakmica, te nogometne aktivnosti njemačke omladine Gorenjske, koja je bila udružena u četiri kluba i to u Kranju, Jesenicama, Škofjoj Loki i na Bledu, te odigrala nekoliko prijateljskih utakmica. Sve u svemu, bio je to jasan dokaz da je nogomet u Gorenjskoj 1942. bio izuzetno aktivan i da je s pravom zaslužio reputaciju "gorenjskog kralja sporta".
No, gorenjska nogometna idila je brzo završila jer je nogomet zbog sve težih ratnih prilika ubrzo opet potisnut u drugi plan. Prvi veći organizacijski problemi dogodili su se u proljeće sezone 1942./43. tijekom drugorazrednog natjecanja. Tijekom zimske stanke momčad Šentvida (St. Veit) odustala je od daljnjeg natjecanja zbog financijskih problema, a ubrzo zatim i treća momčad Jesenica, BSG Aßling. Na sreću gorenjskih ljubitelja nogometa, organizatori su upražnjena mjesta uspjeli popuniti novoosnovanom kranjskom ekipom LGW Hackenfelde i SK Valdes s Bleda.
Međutim, problemima još nije bio kraj. Ubrzo nakon početka natjecanja, zbog problema oko sastava momčadi (radi ratnog stanja momčadi su bile potpuno desetkovane), odustao je i koruški DTB Ferlach, zbog čega su sve zakazane utakmice ove momčadi upisane kao pobjede protivnika, što je dodatno dovelo u pitanje regularnost natjecanja. Organizatori su na kraju ipak uspjeli završiti natjecanje, a gledatelji su i u ovako teškim uvjetima svjedočili dobrim nogometnim igrama, zbog kojih je prvenstvo bilo napeto sve do posljednjeg kola, budući da rezervna momčad Jesenica i Kranjčani nisu posustali do posljednjeg zvižduka proljetnog suca. Naslov je u konačnici osvojila rezervna momčad Jeseničana, TuS Aßling II, koja je u još jednom izravnom okršaju za naslov prvaka s momčadi Kranja (koja je dva puta vodila, ali na kraju morala priznati pobjedu Jeseničanima) slavila 3:2.

## 10. Oktoberpokal Kärnten 1942
Na 10. Oktoberpokal Kärnten 1942 sudjelovale su 4 ekipe.
| Prva momčad          |               | Druga momčad   | Rezultat      |
| Poluzavršnica        | Poluzavršnica | Poluzavršnica  | 4. 10. 1942.  |
| -------------------- | ------------- | -------------- | ------------- |
| KAC/Rapid Klagenfurt | –             | SS Klagenfurt  | 5:4           |
| Villacher SV         | –             | LSV Klagenfurt | 1:2           |
| Završnica            | Završnica     | Završnica      | 12. 10. 1942. |
| KAC/Rapid Klagenfurt | –             | LSV Klagenfurt | 3:2           |

## Poveznice
- Gauliga Donau-Alpenland 1942./43.
- Gauliga Steiermark 1942./43.

## Vanjske poveznice
- Tin Mudražija, Zgodovina nogometa v Kraljevini SHS/Jugoslaviji in v času okupacije, 2016.
- RSSSF
- Austria Soccer